# Kościół Matki Bożej Królowej Polski i św. Maternusa w Stroniu Śląskim

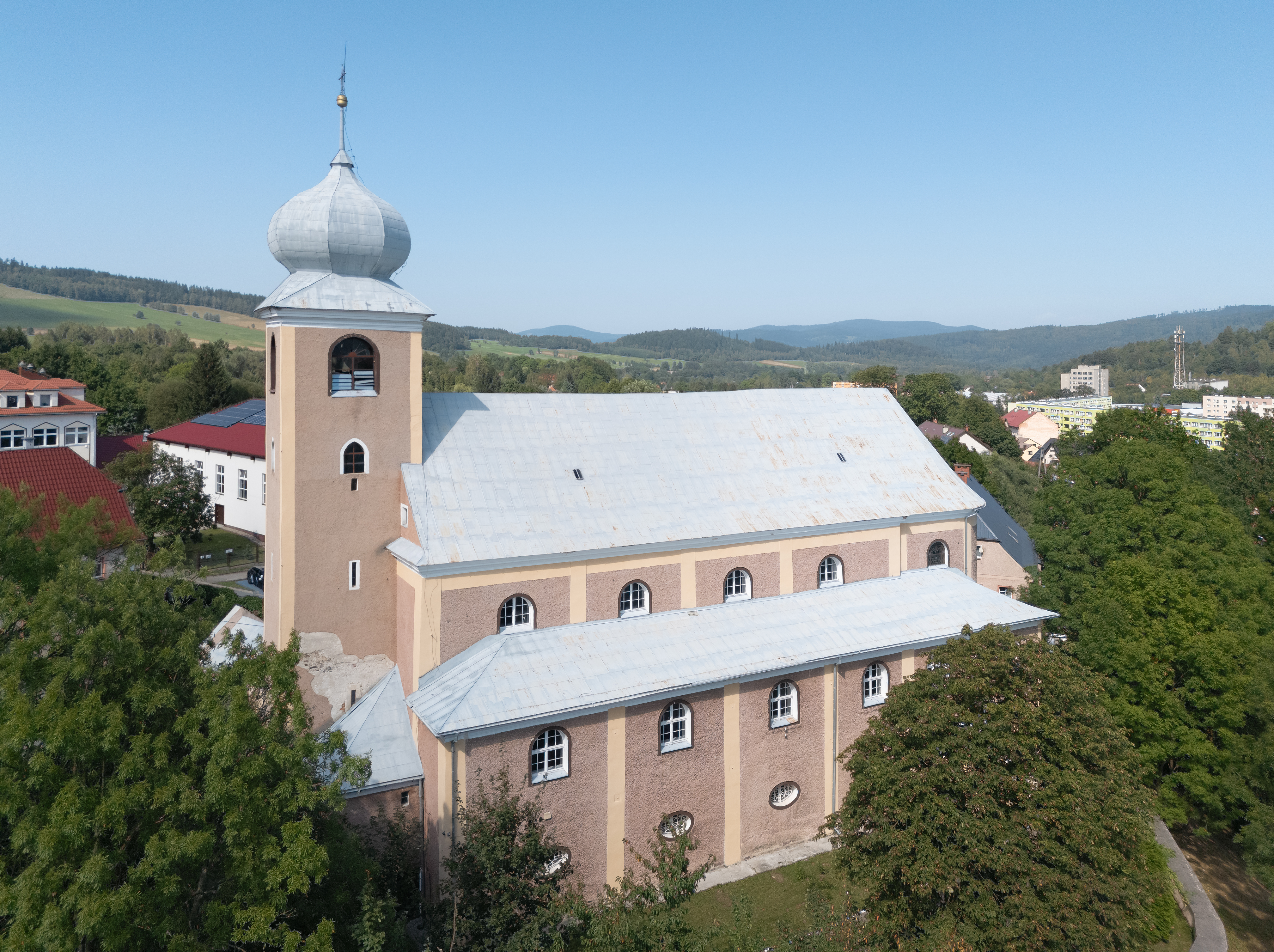
Widok od południa

Kościół pw. Matki Bożej Królowej Polski i św. Maternusa w Stroniu Śląskim – kościół parafialny w Stroniu Śląskim znajdujący się w centrum miasta przy ul. Kościelnej, na wzniesieniu wyraźnie górującym nad miastem. Masywna budowla bazylikowa o cechach gotyku śląskiego, jest prawdopodobnie trzecią świątynia znajdującą się w tym miejscu i pełni obecnie funkcję głównej świątyni rzymskokatolickiej.
Do wojewódzkiego rejestru zabytków wpisano  kościół pw. św. Marcina, 2 poł. XVIII, nr rej.: 1979 z 22.12.1971

## Historia
Pierwszy drewniany kościół w ówczesnym Schreckendorf (Strachocinie) wzmiankowano w latach 1285–1290. Współcześnie znany kształt budowli jest wynikiem przebudowy wykonanej przez hr. von Althann w 1732. Dokonano wówczas zbarokizowania wnętrza dodając m.in. empory.

## Architektura
Kościół jest budowlą orientowaną typu bazylikowego o długości ok. 38 m i szerokości ok. 21 m. Trójnawowy z emporami oraz półkoliście zamkniętym prezbiterium. Zakończona cebulastym, bezprześwitowym hełmem wieża, wzniesiona została od zachodu w 1816. Jej podstawa stanowi przedsionek głównego wejścia, oddzielony od nawy głównej współczesną metalową kratą. Przy wieży dwie przybudówki. Wieża pełni również rolę dzwonnicy. Herb fundatorów Mutiusów, wraz z datą budowy umieszczony został na kartuszu na ścianie zewnętrznej nad wejściem głównym. Ponad nim niewielka wnęka z figurą Chrystusa.
Wnętrze kościoła zawiera bogate wyposażenie, głównie w stylu barokowym i neobarokowym. Ołtarz główny pochodzący z lat 1770–1780 stanowi figura Madonny z Dzieciątkiem dłuta Michaela Ignatiusa Klahra, przedstawionej jako postać stojąca na globie i depczącej bosymi stopami oplatającego go węża. Wieńczy go łuk z trójkątem Oka Opatrzności z dwoma aniołami po bokach i parą puttów na szczycie. Po bokach, między parami kolumn figury świętych Piotra i Pawła. Detale ołtarza i szaty Madonny pokryte są złoceniami.
Witraże w prezbiterium ufundowane zostały w latach 1914–1915. W wysokich oknach znajdują się sceny Bożego Narodzenia po lewej oraz Zmartwychwstania po prawej. Pod sklepieniem, w mniejszych oknach symbole czterech ewangelistów. W prezbiterium znajdują się również dwa ołtarze boczne: po lewej pw. Serca Jezusowego, zaś z prawej św. Anny. Ambona w stylu neobarokowym pochodzi z 2 połowy XIX w. Na jej baldachimie rzeźba Boga Ojca na chmurze w otoczeniu puttów. Z przodu widoczny krzyż z kotwicą będący symbolem wiary, nadziei i miłości. Pod amboną kamienna chrzcielnica z drewnianą pokrywą zwieńczoną rzeźbą ze sceną chrztu Chrystusa (również dzieło M. I. Klahra). W nawie głównej na wysokości kilku metrów zawieszone są drewniane, polichromowane rzeźby naturalnej wielkości: św. Józef, św. Franciszek Ksawery, św. Antoni i Anioł Stróż z dzieckiem, a na prawo od wejścia ustawiona jest drewniana Pietà z 1876 dłuta Franza Thamma z Lądka-Zdroju. Obrazy na płótnie i blasze z połowy XIX w. są autorstwa Wernera.
W nawach bocznych zawieszone są drewniane, polichromowane płaskorzeźby stacji drogi krzyżowej z 2 połowy XIX w. przypisywane również Franzowi Thammowi i jego synom. W lewej nawie ołtarz św. Franciszka Ksawerego, w prawej Matki Bożej Nieustającej Pomocy, pochodzące z ok. 1745.
Kolebkowe sklepienie nawy głównej pokrywają ciekawe freski w plafonach w typie nazaretańskim: Ostatnia Wieczerza, Ukrzyżowanie, Wniebowstąpienie, Trójca święta, mnich-franciszkanin (?) z palcem na ustach (dzieło Reinscha z Lądka-Zdroju) oraz kilku proroków i świętych. Naprzeciw ołtarza znajduje się chór i prospekt organowy. Obecnie znajdujące się tam organy pochodzą z 1905.
Ściany i sklepienie wnętrza pokrywają szaro-błękitne malowidła imitujące marmurowe sztukaterie wykonane w latach 1811–1816 (nieudolnie przemalowane, a przez to zniszczone w 1975). Malowidła te łączą elementy dwóch stylów: motywy barokowych wici roślinnych akantu i wczesnoklasycystyczne girlandy wawrzynu.
Do kościoła przylegają dwie neogotyckie kruchty ze schodkowymi szczytami, zbudowane w latach 60. XIX w. mieszczące wejście do zakrystii i przedsionek bocznego wejścia.

## Otoczenie
Kościół otoczony jest kamiennym murem biegnącym po owalu, częściowo tynkowanym, z bramą i dwiema domkowymi kaplicami bramnymi od północy oraz dwiema furtkami z południa i wschodu. Mur wyznaczał dawny cmentarz przykościelny. Wewnątrz murów umieszczono kamienna rzeźbę św. Jana Nepomucena z 1722 przeniesioną tu z mostu na rzece Morawce. Przy kościele stoi również, kamienny krucyfiks datowany na 1862, krzyż misyjny oraz kamienna grota wzniesiona w 2005 przez wiernych po śmierci Jana Pawła II. Przy północnej ścianie kościoła stoi nagrobek rodziny von Losky: Franza Losky’ego (1811–1870), założyciela Oranienhütte, miejscowej huty szkła i jego żony Teresy (1811–1892).
Do terenu kościoła przylegają zabudowania plebanii, a po przeciwnej stronie ulicy teren szkoły: obecnie Zespół szkół samorządowych.